# Sengbe Pieh

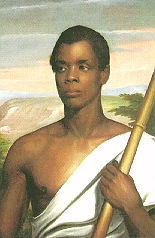
Joseph Cinqué, Porträt von Nathaniel Jocelyn (1839)

Sengbe Pieh, auch Joseph Cinqué oder Joseph Cinquez (* um 1815 in Sierra Leone; † um 1879 ebenda), war der Anführer der Sklavenrevolte an Bord des spanischen Schiffes La Amistad.

## Leben

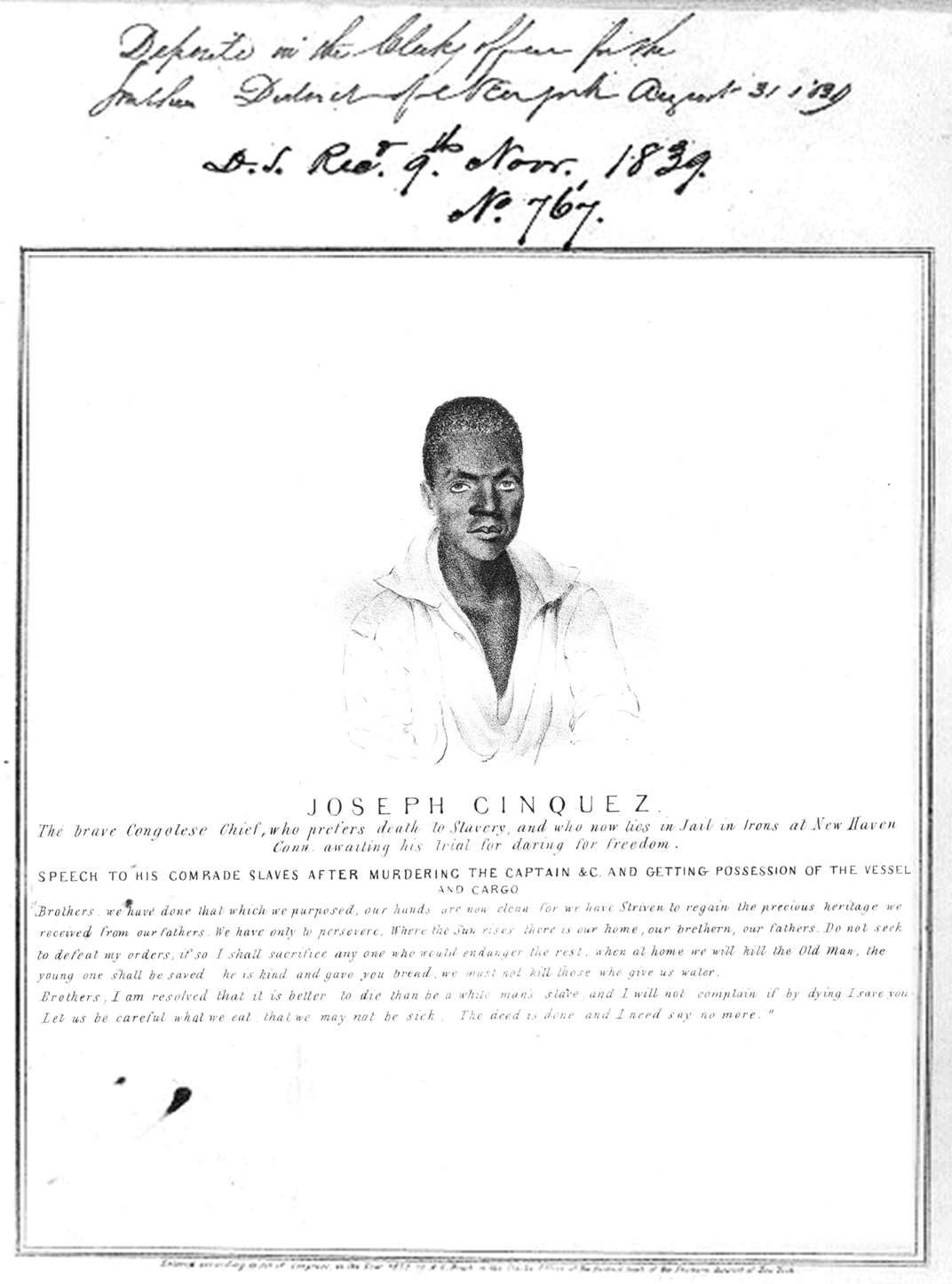
Porträt von Joseph Cinque, ca. 1839

Im Jahr 1839 wurde der verheiratete Reisbauer und Vater von drei Kindern, ein Angehöriger der Mende, in seiner westafrikanischen Heimat von Sklavenhändlern gefangen genommen und an Bord des berüchtigten portugiesischen Sklavenschiffes Teçora nach Nordamerika ausgeschifft.
In Havanna wurde er verkauft und gelangte so an Bord der La Amistad, wo er eine Rebellion entfachte, in deren Verlauf alle Besatzungsmitglieder bis auf zwei getötet wurden. Den Afrikanern gelang es, die US-amerikanische Küste zu erreichen, wo sie in New Haven, Connecticut der Meuterei und Mordes angeklagt wurden. Nach langen Gerichtsverhandlungen (Amistad-Prozesse, unter anderem aufgrund einer vom damaligen Präsidenten Martin Van Buren betriebenen Berufung und der deshalb notwendigen Verhandlung vor dem Supreme Court, sowie Streitigkeiten über ein Seerechtsabkommen mit Spanien), die über das Schicksal (d. h. den Rechtsstatus) der Afrikaner entschieden, erlangten diese 1842 – nach der Feststellung ihres Rechts auf persönliche Freiheit – ihre Freiheit. Ihre Verteidigung übernahmen die US-amerikanischen Abolitionisten, vertreten durch John Quincy Adams. Pieh wurde in der Anklage als Kongolese bezeichnet.
1842 gelangte Sengbe Pieh wieder nach Sierra Leone, wo damals Bürgerkrieg herrschte. Seine Familie fand er nicht mehr vor.

## Rezeption
Im Film Amistad (1997, Regie: Steven Spielberg) wird Cinqué von Djimon Hounsou dargestellt.

## Würdigung
Sengbe Piehs Porträt ist auf der 5000-Leone-Banknote abgebildet.